# Kroger St. Jude International 1999 - Qualificazioni doppio
Le qualificazioni del doppio  del Kroger St. Jude International 1999 sono state un torneo di tennis preliminare per accedere alla fase finale della manifestazione. I vincitori dell'ultimo turno sono entrati di diritto nel tabellone principale. In caso di ritiro di uno o più giocatori aventi diritto a questi sono subentrati i lucky loser, ossia i giocatori che hanno perso nell'ultimo turno ma che avevano una classifica più alta rispetto agli altri partecipanti che avevano comunque perso nel turno finale.
Le qualificazioni del doppio del torneo Kroger St. Jude International 1999 prevedevano 4 coppie partecipanti di cui una è entrata nel tabellone principale.

## Teste di serie
1. Paul Kilderry /  Eric Taino (primo turno)

1. Martín Rodríguez /  André Sá (primo turno)

## Qualificati
1. Geoff Grant  /   T. J. Middleton

## Tabellone

### Legenda
| - Q = Qualificato - WC = Wild card - LL = Lucky loser | - ALT = Alternate - SE = Special Exempt - PR = Protected Ranking | - w/o = Walkover - r = Ritirato - d = Squalificato |

|  | Primo turno | Primo turno                   | Primo turno                   | Primo turno | Primo turno |  |  | Ultimo turno                  | Ultimo turno                  | Ultimo turno                  | Ultimo turno | Ultimo turno |  |
|  |             |                               |                               |             |             |  |  |                               |                               |                               |              |              |  |
|  |             | Paul Goldstein Chris Woodruff | Paul Goldstein Chris Woodruff | 6           | 6           |  |  |                               |                               |                               |              |              |  |
|  | 1           | Paul Kilderry Eric Taino      | Paul Kilderry Eric Taino      | 3           | 4           |  |  | Paul Goldstein Chris Woodruff | Paul Goldstein Chris Woodruff | Paul Goldstein Chris Woodruff | 4            | 4            |  |
|  |             | Geoff Grant T. J. Middleton   | 7                             | 6           | 7           |  |  | Geoff Grant T. J. Middleton   | Geoff Grant T. J. Middleton   | Geoff Grant T. J. Middleton   | 6            | 6            |  |
|  | 2           | Martín Rodríguez André Sá     | 5                             | 7           | 6           |  |  |                               |                               |                               |              |              |  |